# Würzburg (huyện)
Würzburg là một huyện Kreis nằm ở tây nam của bang Bayern, Đức. 
Các huyện giáp ranh (từ phía bắc theo chiều kim đồng hồ) là: Main-Spessart, Schweinfurt, Kitzingen, Neustadt (Aisch)-Bad Windsheim, và huyện Main-Tauber thuộc Baden-Württemberg. Thành phố Würzburg bị huyện này bao quanh nhưng không thuộc huyện.
Năm 1852, các huyện được lập ở vùng này, gồm hai huyện tiền thân của huyện ngày nay là Würzburg và Ochsenfurt. Năm 1972, huyện Würzburg đã được sáp nhập với huyện Ochsenfurt, và nhiều đô thị khác thuộc các huyện Marktheidenfeld, Karlstadt, Kitzingen và Gerolzhofen để lập nên huyện như ngày nay.

## Kết nghĩa
- - Hội đồng vùng Matte Yehuda, Israel
- - Vùng Olomouc, Cộng hòa Séc

## Thị xã và đô thị
| Thị xã | Verwaltungsgemeinschaften | Đô thị | |
| --- | --- | --- | --- |
| 1. Aub¹ 2. Eibelstadt¹ 3. Ochsenfurt 4. Röttingen¹ Market towns 1. Bütthard 2. Eisenheim 3. Frickenhausen am Main 4. Gelchsheim 5. Giebelstadt 6. Helmstadt 7. Höchberg 8. Neubrunn 9. Randersacker 10. Reichenberg 11. Remlingen 12. Rimpar 13. Sommerhausen 14. Winterhausen 15. Zell am Main | 1. Aub 2. Bergtheim 3. Eibelstadt 4. Estenfeld 5. Giebelstadt 6. Helmstadt 7. Hettstadt 8. Kirchheim 9. Kist 10. Margetshöchheim 11. Röttingen | 1. Altertheim 2. Bergtheim 3. Bieberehren 4. Eisingen 5. Erlabrunn 6. Estenfeld 7. Gaukönigshofen 8. Gerbrunn 9. Geroldshausen 10. Greußenheim 11. Güntersleben 12. Hausen bei Würzburg 13. Hettstadt 14. Holzkirchen 15. Kirchheim 16. Kist 17. Kleinrinderfeld | 1. Kürnach 2. Leinach 3. Margetshöchheim 4. Oberpleichfeld 5. Prosselsheim 6. Riedenheim 7. Rottendorf 8. Sonderhofen 9. Tauberrettersheim 10. Theilheim 11. Thüngersheim 12. Uettingen 13. Unterpleichfeld 14. Veitshöchheim 15. Waldbrunn 16. Waldbüttelbrunn |
| ¹ được quản lý trong một Verwaltungsgemeinschaft | | | |